# Macrothyma
Macrothyma là một chi bướm đêm thuộc phân họ Tortricinae của họ Tortricidae.

## Các loài
- Macrothyma sanguinolenta (Diakonoff, 1941)